# Tractat sobre la naturalesa humana
El tractat sobre la naturalesa humana (A Treatise of Human Nature) és una de les obres més conegudes del filòsof David Hume. Publicada el 1739, resumeix la teoria d'aquest pensador sobre el coneixement i l'ètica.

## Idees clau
El contingut de la ment humana es divideix en impressions (dades que venen dels sentits) i idees (la imatge emmagatzemada i interpretada d'aquestes per part del cervell). Com que les idees provenen de les impressions, no existeixen els conceptes abstractes ni generals, sempre s'associen a una entitat concreta; per exemple, no és possible imaginar el color blau en si, sinó quelcom que sigui d'aquest color. Fins i tot, idees aparentment infinites i abstractes com les d'espai o temps segueixen aquesta llei.
La moral no pot dependre de la raó, que només opera amb idees, sinó que depèn que ho jutgi la impressió d'un acte determinat com a agradable, i tendeixi a repetir-lo, o bé desagradable, i llavors tendeixi a evitar-ho. Qualsevol norma col·lectiva sempre és artificial i se sustenta sobre el principi de la justícia, que és procurar que cadascú faci actes bons que beneficiïn el conjunt. Per evitar la subjectivitat extrema, s'han creat les institucions de govern, que executen i legislen sobre aquesta justícia i permeten la convivència.

## Llegat
El Tractat de Hume va inspirar Albert Einstein, que en una carta de 1915 va explicar: "La teoria de la relativitat suggereix en el positivisme. Aquesta línia de pensament va tenir una gran influència en els meus esforços, més concretament en Mach i encara més en Hume, del qual vaig estudiar el Tractat de la naturalesa humana. amb avidesa i admiració poc abans de descobrir la teoria de la relativitat."